# ヤコポ・デ・バルバリ
ヤコポ・デ・バルバリ（Jacopo de' Barbari、1460年/70年、ヴェネツィア - 1516年7月17日、メヒェレンあるいはブリュッセル）は、イタリアの画家・版画家。ルネサンス期においてドイツおよびネーデルラントの複数の宮廷を旅したことにより特筆される、最初期の芸術家として特筆される。

## 画業初期

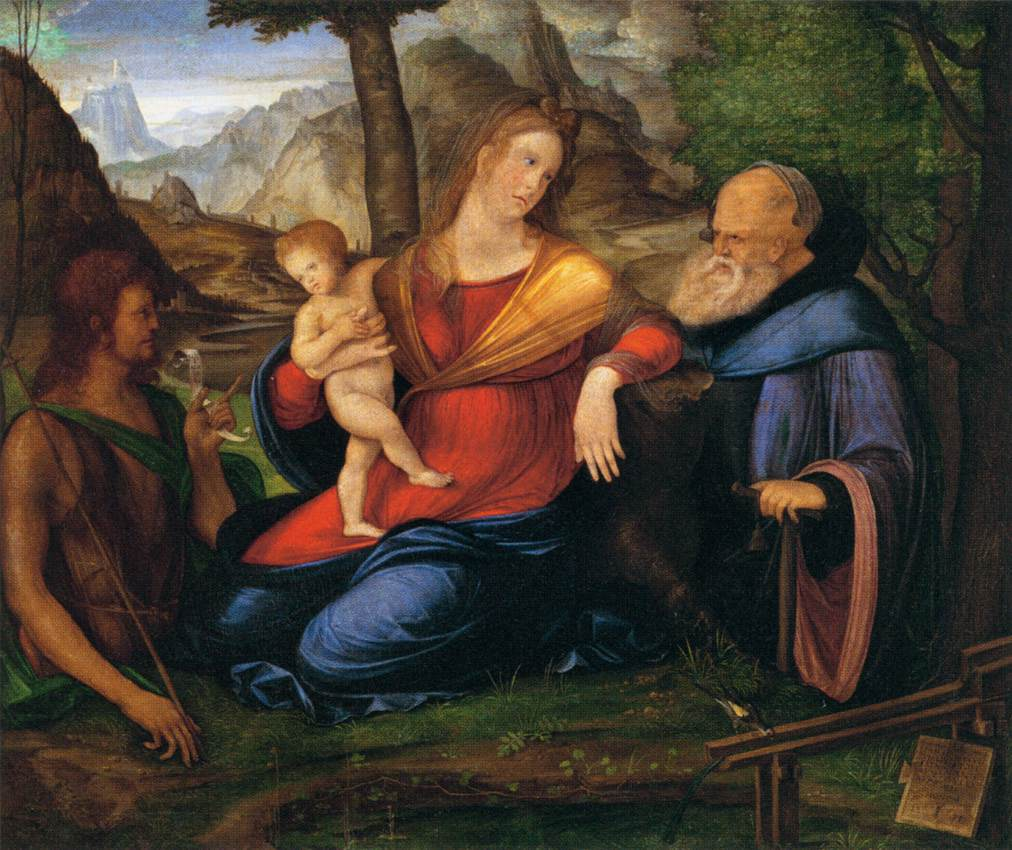
《洗礼者ヨハネ、聖大アントニウスと聖母子》パリ、ルーヴル美術館

バルバリの最も早い時期の現在知られている作品は、1490年代後半の制作になると考えられる。このことから、この芸術家の生年は1460年から1470年の間ことであると推測される。伝統的にバルバリの出生は1440年頃と考えられているが、これは、バルバリの主人であるネーデルラント総督のマルグリット・ドートリッシュが、この芸術家の「貧弱さと老齢」を理由に年金を下賜するとの記述が存在する、1512年の文書に関する誤った解釈の結果である。

《ヴェネツィアの眺望》1500年、木版画、ヴェネツィア、コッレール美術館

　バルバリはおそらく1490年代にヴェネツィアにおいてアルヴィーゼ・ヴィヴァリーニの許で修業時代を送った。バルバリの最初期の作品は、鳥瞰構図で都市の景観を記録した巨大な木版画《ヴェネツィアの眺望》（1497-1500年）である。12点のコピーがロンドンに、原版がヴェネツィアに現存するこの作品は、表現様式の点から高い蓋然性をもってバルバリに帰属され得る。

## 版画の制作年代の問題
バルバリの版画の制作年代決定に関しては、なお議論の余地がある。現代の研究者たちはバルバリ作品集の著者であるクリステラーの方法に準拠し、この芸術家の版画技法の展開を、年代を決定する際の手がかりとしている。したがってバルバリの手になる29点の最初期の版画作品は、おそらく、彼がまだヴェネツィアに滞在していた間に制作され、その中には《名声の勝利》と《プリアポスへの犠牲》が含まれる。これらの作品にはアンドレア・マンテーニャが使用した平行ハッチングの影響とともに、アルブレヒト・デューラーにより採用されていた、裸体像を表現するために用いられる、曲線によるモデリングの発展的理解を確認することができるためである。

## ニュルンベルク・ヴィッテンベルク滞在

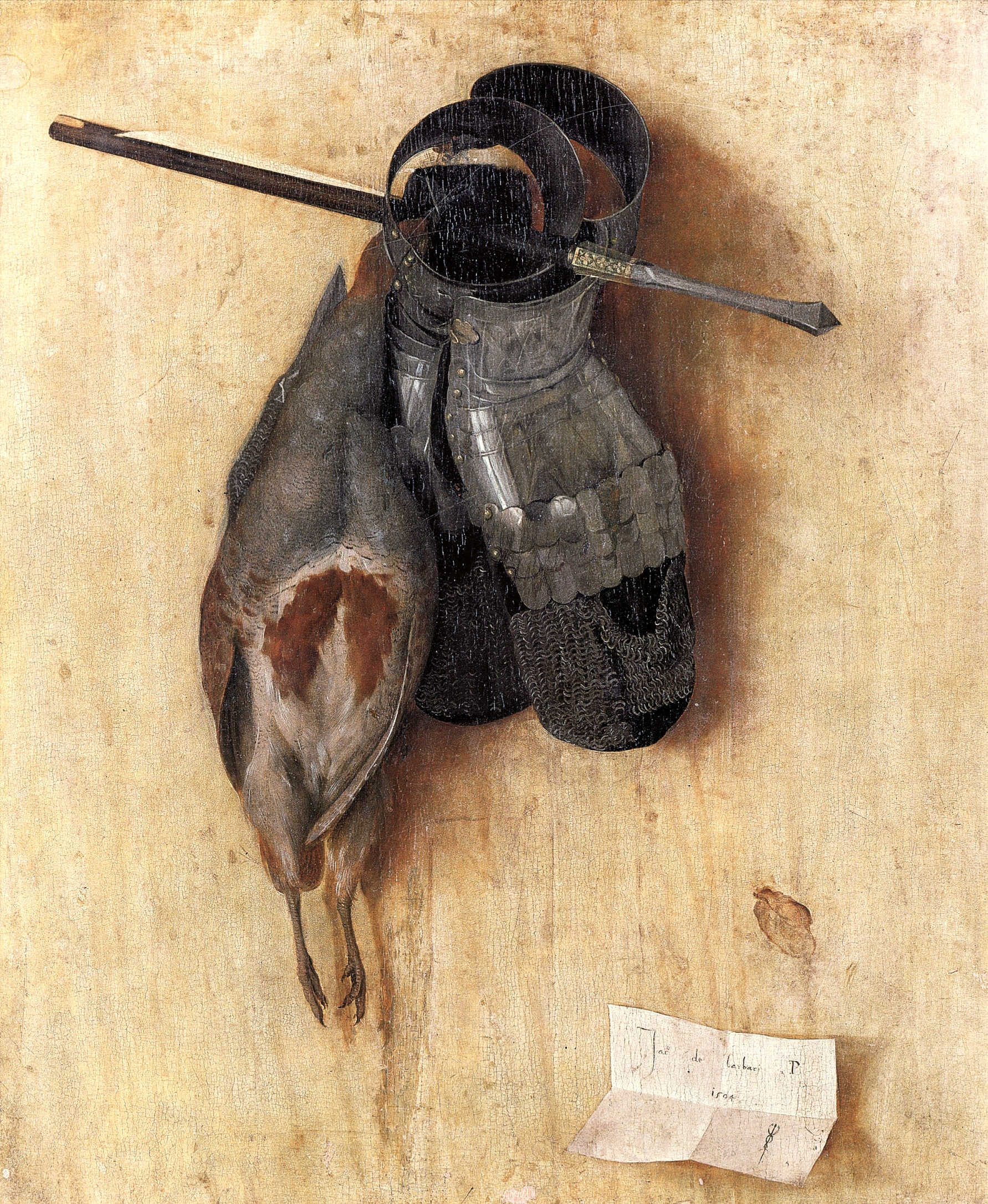
《ヤマウズラと籠手のある静物》1504年、アルテ・ピナコテーク (ミュンヘン)

木版画《ヴェネツィアの眺望》（1497-1500年）はアントン・コルプにより出版された。コルプはヴェネツィア在住のニュルンベルクの承認で、おそらくバルバリをドイツにおけるこの芸術家の最初の後援者となる神聖ローマ皇帝マクシミリアン1世に紹介した。バルバリは1500年の4月にマクシミリアン1世の宮廷芸術家となり、ニュルンベルクに居を定めた。1503年までに、バルバリはザクセン選帝侯フリードリッヒ3世に仕えるようになり、ヴィッテンベルクに移動した。バルバリの現存する作品の多くは、このニュルンベルクとヴィッテンベルク滞在期間中に制作されたと考えられる。《洗礼者ヨハネ、聖大アントニウスと聖母子》（1501-1503年、パリ、ルーヴル美術館）は、アルヴィーゼ・ヴィヴァリーニの影響の名残がみられるヴェネツィア的な「聖会話」とデューラーの同時代の作品の影響が確認される風景表現の複合体である。バルバリの3点の作品、《祝福のキリスト》（1503年頃）、《聖カテリーナと聖バルバラ》（いずれもドレスデン国立美術館）はヴィッテンベルクの画家ルーカス・クラナッハ (子)のコレクション中に収められていた。バルバリの最も有名な絵画作品は《ヤマウズラと籠手のある静物》（1504年、アルテ・ピナコテーク、ミュンヘン）であり。このトロンプ・ルイユの作品はおそらくザクセン選帝侯の宮殿のひとつを飾るために描かれた。またこの板絵はルネサンス期の単独静物画として知られている最も初期の作品である。この《死んだ雉のある静物画》と同時代に制作されたと考えられる作品として、小さな板絵作品《ハイタカ（小型のタカ）》（ロンドン、ナショナル・ギャラリー）がある。
　ニュルンベルクとヴィッテンベルク滞在中に制作された版画には、《木陰で休む聖母子》のような伝統的な宗教主題の作品に加え、バルバリと親交のあった人文主義者のサークルや大学教授のために作られたと推測される《アポロンとディアナ》や《サテュロスの一家》のような神話主題の作品が含まれる。これらの版画作品においてバルバリはデューラーが銅板画制作にあたって使用していた、湾曲する線によるモデリングおよび描画対象の質感再現を可能にするビュランによる洗い削り目を活用している。

## 表現様式：デューラーとの関連性
顔貌と人物像に関するバルバリに特有の類型的表現の影響は、ルーカス・クラナッハ、アルブレヒト・アルトドルファー、ハンス・フォン・クルムバッハ、そしてヤン・ホッサールトのような同時代の芸術家たちの初期の作品に認められる。一方で一部の研究者たちは、同時代のドイツにおいて最も重要であった芸術家、アルブレヒト・デューラーとの間に認められる関係性に注目している。1506年に友人の一人に宛ててヴェネツィアにおいて執筆した手紙の中で、デューラーは、幾分か見下すような調子を含ませながらも、バルバリの芸術家としての能力に言及している。しかし1523年に作成された人体の均衡に関する理論書のための2点の序論草稿の中では、人体のプロポーションに関する研究に対してバルバリが興味関心を抱いていることを明らかに認識している。デューラーはまた1521年にメヒェレンにあるマルグリット・ドートリッシュの収集室を訪ねた際に、バルバリによる絵画作品を称賛している。さらにバルバリの版画に見られる人物の類型とモチーフはデューラーの裸体像と神話主題の作品の中に再発見することが可能であり、これは特に1505年から1507年にかけて行われたデューラーの第二次イタリア旅行の間に制作された作品に顕著である。

## 画業後期：ネーデルラントにおける活動
バルバリは1506年にはヴィッテンベルクを去ったように見受けられる。バルバリは1507年および1508年にメックレンブルクとブランデンブルクの宮廷で働き、その後ほどなくしてネーデルラントに到達した。彼の最後の後援者はブルゴーニュのフィリップ、すなわちフィリップ善良公の嫡男であるユトレヒト司教、および神聖ローマ皇帝マクシミリアン1世とブルゴーニュ女公マリーの長女であるマルグリット・ドートリッシュだった。1516年7月17日付のマルグリットの絵画コレクションのカタログにおいて、バルバリは死去した者として言及されている。これら晩年の時期の絵画作品はほとんど残っていないが、しかしながらバルバリは版画家として画業を続けていたと推測される。画業の最終期に、おそらくネーデルラントで制作した作品群に属す版画において、バルバリはより柔和で、よりニュアンスに富んだモデリングの様式を発展させたが、それはルーカス・ファン・レイデンの版画作品の表現を先取りしていると評価することができる。これらの作品は《クレオパトラ、マルスとヴィーナス》ならびに《聖セバスティアヌス》を含んでおり、ジョヴァンニ・ベッリーニの強力な形式から受けた影響の跡を感じさせる。1508年から1509年の間に駐ローマ大使としてアルプスを南に越えたブルゴーニュのフィリップに従って（これはネーデルラントの画家ヤン・ホッサールトに先例が確認される）、バルバリがイタリアに帰還していたということは可能性としてあり得る。